# Galina Malchugina
Galina Malchugina (Briansk, Unión Soviética, 17 de septiembre de 1962) fue una atleta soviética, especializada en la prueba de 4 x 100 m en la que llegó a ser subcampeona mundial en 1991 y campeona en 1993.

## Carrera deportiva
En el Mundial de Tokio 1991, representando a la Unión Soviética, ganó la medalla de plata en los relevos 4 x 100 metros, con un tiempo de 42.20 segundos, llegando a meta tras Jamaica y por delante de Alemania, siendo sus compañeras de equipo: Natalia Kovtun, Yelena Vinogradova y Irina Privalova.
Y en el Mundial de Stuttgart 1993, representando a Rusia, ganó la medalla de oro en la misma prueba, por delante de Estados Unidos y Jamaica.